# Société anonyme en droit français
Le terme de société anonyme en droit français se réfère au fonctionnement d'une société anonyme soumise aux lois françaises.

## Histoire française de la société anonyme

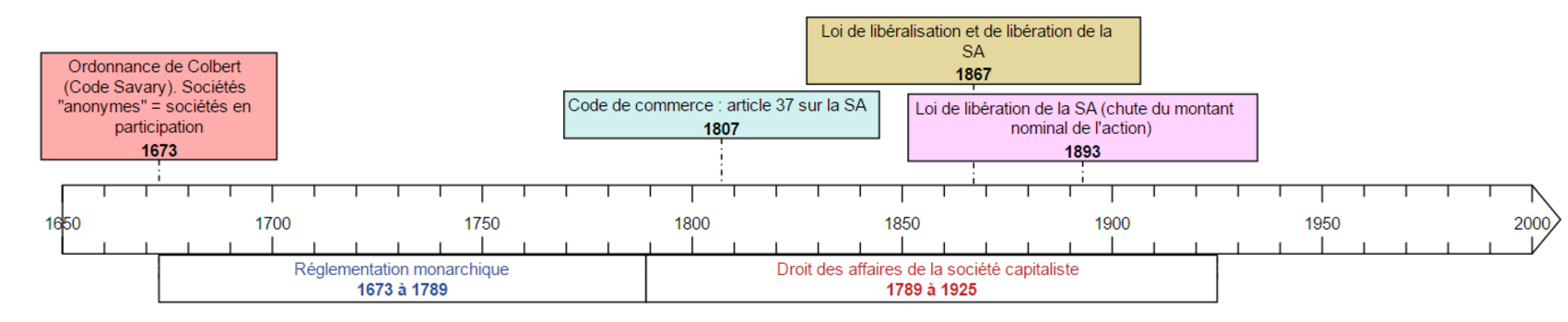
Évolution historique de la société anonyme en France avant le XXe siècle.

La société anonyme apparaît en 1807 dans un capitalisme, à l'époque, familialiste. Elle est nommée « anonyme » car ses actionnaires sont des individus ne faisant pas partie de l'organisation familiale de l'entreprise. Ces actionnaires sont tout d'abord limités dans leurs actions par le ministre de tutelle de l'époque qui craint la spéculation. Puis ces institutions vont progressivement disparaître notamment grâce à l'arrivée des compagnies de chemin de fer, dont les besoins en capitaux seront toujours plus croissants.

## Statut de la société anonyme en France au XXIesiècle
La SA est définie dans le code de commerce au Livre II, titre II, chapitre V. Il s'agit d'une entreprise dont les principales caractéristiques sont les suivantes :
- les associés, ou actionnaires, ne sont responsables que dans la limite de leurs apports ;
- elle est composée d'au moins deux actionnaires. Avant 2021, les sociétés dont les titres sont admis aux négociations sur un marché réglementé devaient avoir au moins sept associés[1] ;
- le capital social doit être intégralement souscrit ;
- le capital minimum est de 37 000 euros pour la SA ordinaire comme pour la SA faisant une offre de titres financiers, l'ordonnance du 22 janvier 2009 a en effet supprimé le seuil des 225 000 euros conformément à la directive 2004/109/CE du Parlement européen et du Conseil du 15 décembre 2004[2] ;
- la variabilité du capital est impossible sans modifier les statuts ;
- au moins un commissaire aux comptes est désigné pour en contrôler la gestion comptable ;
- les actionnaires peuvent, en principe, céder librement leurs titres (ou actions).

La société anonyme a été officiellement réglementée pour la première fois dans le code de commerce de 1807, date à laquelle le code de commerce voit le jour, qui venait de reconnaître la réalité pratique antérieure assez peu fréquente encore, de sociétés composées uniquement d'actionnaires non responsables. C'est cette même pratique qui a créé tous les organes des SA (assemblées générales, conseil d'administration, notion de quorum, NPC notion de majorité simple qualifiée, nature des assemblées, conseil de surveillance, commissaires au comptes). C'est une loi de mai 1863 qui vient réglementer et reconnaître par là même ces innovations des usages commerciaux, notamment l'exigence d'un nombre minimal de 7 associés. En reprenant ces dispositions, la loi du 24 juillet 1867 vient libérer les SA qui, jusque-là, devaient obtenir l'autorisation du Conseil d'État pour exister (la loi du 28 mai 1863 n'avait libéré que les SA au capital inférieur à 20 millions de francs, créant ainsi un premier type de société à responsabilité limitée — qui n'a rien à voir avec les SARL actuelles issues de la loi de 1925), contrairement aux sociétés en commandite par actions dont la constitution était libre. La loi de 1867 permettra l'essor notable des SA, qui ne représentaient jusque-là qu'une portion négligeable du nombre des sociétés créées en France. Avant cette date, l'État s'était en effet montré très restrictif et, entre 1807 et 1867, seulement 651 sociétés anonymes ont été autorisées en France. Il s'agissait de sociétés de capitaux héritées de l'Ancien Régime, comme la compagnie des mines d'Anzin, la compagnie des mines d'Aniche ou Saint-Gobain, ou de sociétés importantes où l'intérêt public était en cause, comme les sociétés de canaux et d'assurances, puis de chemins de fer. Les sociétés anonymes industrielles étaient par ailleurs peu nombreuses (essentiellement dans la sidérurgie et la construction mécanique). Plutôt que d'entreprises nouvelles, il s'agissait de la transformation ou du regroupement de sociétés existantes qui avaient besoin d'élargir leurs capitaux sociaux et qui avaient déjà fait la preuve de leur bonne gestion et de leur solidité. La nécessité de l'autorisation du Conseil d'État était en effet motivée par la crainte exprimée par les milieux d'affaires et les pouvoirs publics de voir se constituer de grandes entités anonymes susceptibles de mettre en péril l'épargne du public par une spéculation non contrôlée.
La séparation du capital personnel de l'investisseur de celui investi dans la SA est une garantie contre la « loi des héritiers » (monopole), c'est-à-dire la volonté d'éviter que seuls les héritiers ne soient les propriétaires d'entreprises sources de création de richesses.
Il existe deux types de SA :
1. de type dit « classique » ou « français » avec un conseil d'administration ;
2. avec un directoire et un conseil de surveillance.

À la suite de la mise en place de la loi de Sécurité financière, cet organe délibératoire doit constituer un comité d'audit).
Le second type, de type dit « moderne » ou « allemand », sépare clairement les fonctions opérationnelles des fonctions stratégiques de la direction 
(en allemand Vorstand = directoire et Aufsichtsrat = conseil de surveillance).
Les bénéfices des SA sont soumis à l'impôt sur les sociétés. Les SA sont amenées à verser un dividende à leurs actionnaires le cas échéant.
Une action est un titre d'associé qui représente une partie du capital de la société. Sa valeur nominale (déterminée à la création de la société) est différente de sa valeur réelle qui est déterminée par les derniers échanges qui ont eu lieu, soit gré à gré, soit sur un marché boursier.

## La constitution de la société anonyme
La loi du 24 juillet 1966 prévoit deux modes de constitution, avec ou sans appel public à l'épargne.

### Conditions de fond

#### Le consentement
Volonté réelle, exempte de vice du consentement. Les vices du consentement ne peuvent entraîner la nullité de la société.

#### Lacapacité juridique en France
Les actionnaires n'acquièrent pas la qualité de commerçant.
Un mineur émancipé peut souscrire des actions ; il en est de même pour un mineur non émancipé mais la souscription doit se faire par l'intermédiaire d'un tuteur, ou d'un administrateur légal. Le majeur protégé peut souscrire.
Pour un étranger, dans la mesure où la qualité de commerçant n'est pas requise, il n'y a pas nécessité de carte de commerçant.
Pour être actionnaire, aucune interdiction ni incompatibilité ne sont à noter. Une personne morale peut être actionnaire.

#### L'objet
L'objet doit être possible et licite. Certaines activités sont interdites aux SA comme les sociétés immobilières de gestion réservées aux SARL, ainsi que les pharmacies réservées aux SNC ou aux SARL.
D'autres activités sont réservées aux SA : société immobilière d'investissement, société d'investissement en valeurs mobilières.
Enfin, certaines activités réglementées nécessitent certaines clauses dans les statuts comme les experts-comptables, les conseils juridiques.

#### Le nombre d'actionnaires
Le nombre minimum d'actionnaires pour former une société anonyme était de 7. Depuis le 11 septembre 2015, ce minimum est de 2 actionnaires, il n'y a pas de maximum (art. L225-1 du code de commerce). Si le nombre devient inférieur à 2 :
- il n'y a pas de nullité même lors de la constitution mais action en régularisation et action en dommages et intérêts ;
- lors de la vie sociale, le président du tribunal de commerce peut, à la demande de tout intéressé, prononcer la dissolution après le délai d'un an.

#### Capital social
Le capital social doit être d'au moins 37 000 euros (art. L224-2 du code de commerce). Pour certaines activités réglementées, le capital requis peut être supérieur ou inférieur à ces limites.
Le capital doit être publié dans les statuts et doit figurer dans tous les actes et documents émanant de la société et destinés aux tiers. Le minimum du capital doit être maintenu tout au long de la vie sociale. Sinon le risque couru est la dissolution de la société.
Dans le cadre de coopératives (au sens de la loi no 47-1775 du 10 septembre 1947 portant statut de la coopération), le capital peut être variable et son montant minimal est inférieur de moitié (18 500 euros) à ce qui est exigé pour les sociétés anonymes non coopératives.

#### Les apports
Il ne peut s'agir que d'apports en nature ou en numéraire. Les apports en industrie sont interdits (art. L225-3 al. 4 du code de commerce). Le capital doit être intégralement souscrit (art. L225-3 al. 1 du code de commerce).
Les apports en numéraire sont libérés lors de la souscription de la moitié de leur valeur nominale, le reste sera libéré sur décision du conseil d'administration ou du directoire dans une période ne pouvant dépasser 5 ans après l'immatriculation de la société (art. L225-3 al. 2 du code de commerce). Les sommes payées sont versées au fondateur ; à charge pour lui de les remettre sous les 8 jours à un dépositaire. Les fonds resteront chez le dépositaire jusqu'à l'immatriculation.
En cas d'apports en nature, un commissaire aux apports chargé d'évaluer les biens apportés est désigné à l'unanimité des fondateurs, si ceux-ci ne trouvent pas d'accord, le commissaire aux apports sera désigné par décision de justice (art. L225-8 du code de commerce).
La valeur des actions est librement fixée par les statuts. Les actions ne peuvent être émises avant l'immatriculation de la société au RCS.

#### Participation aux résultats de l'exploitation
Cette participation n'est pas obligatoirement proportionnelle aux apports. Mais la contribution de chaque actionnaire aux pertes ne peut excéder sa part dans le capital social.

#### La durée
La durée d'une société anonyme, comme pour toutes les sociétés ne peut excéder 99 ans. Cette durée court à compter de l'immatriculation. Toutefois, la durée peut être prorogée pour faire perdurer la société.

### Conditions de forme et de publicité

#### Société anonyme sans offre au public de titres financiers
- Projet de statuts :

Ces projets de statuts établis par les fondateurs ne sont pas obligatoires dans les SA sans offre au public de titres financiers. Mais ils existent dans la pratique pour justifier le dépôt de fonds des actionnaires.
- Formation du capital : Un capital minimum de 37 000 euros (art. L224-2 du code de commerce) est obligatoire à la formation de la société ; de plus il doit avoir un minimum de 2 actionnaires.
- Formalités vis-à-vis de l'administration

Autorisation préalable du ministère de l'Économie
Déclaration préalable au ministère de l'Économie
L'étape suivante est l'immatriculation au registre du commerce et des sociétés (RCS) suivi d'une publicité dans un journal d'annonces légales (JAL) et au BODACC.
En cas de non-respect des règles de formalités, il y a des sanctions civiles envers les fondateurs en cas de dommages causés aux tiers ou aux actionnaires en raison de l'annulation de la société. Mais il peut y avoir également des sanctions pénales pour les fondateurs pour émission d'actions irrégulières.
- Les apports

Les apports en numéraire doivent être libérés de la moitié au moins de leur valeur nominale. Le reste est libéré à compter de l'immatriculation dans un délai de 5 ans. Les fonds sont versés chez un notaire, une banque, ou à la Caisse des dépôts et consignations dans les 8 jours suivants la réception des sommes ; un certificat est délivré par le dépositaire (un des fondateurs). En outre, une liste des souscripteurs est établie.
Concernant les apports en nature, il existe souvent des dispositions dans les statuts (notamment sur leur description et leur évaluation). Un ou plusieurs commissaire aux apports sont nommés par décision de justice sur la demande d'un des fondateurs. Il établit un rapport sur l'évaluation des apports, rapport mis à la disposition des actionnaires avant la date de signature des statuts.
- Signature des statuts

C'est l'étape la plus importante : à partir de la signature, la société est réputée constituée mais la personnalité morale existe à compter de l'immatriculation au registre du commerce et des sociétés (RCS). Désormais l'engagement des actionnaires est définitif.
Les statuts doivent être par écrit sous seing privé ou par acte notarié (dit également acte authentique, obligatoire s'il y a un apport de type immobilier). Doivent y être mentionnés obligatoirement : la valeur nominale des actions, les différentes catégories d'action, les clauses d'agrément, l'identité et l'évaluation des apports en nature, l'identité des bénéficiaires d'avantages particuliers, la composition, le fonctionnement, les pouvoirs des organes de gestion, l'identité des premiers administrateurs et des premiers commissaires aux comptes. En annexe, on y inclut le rapport du commissaire aux apports, l'état des actes accomplis pour le compte de la société en formation.
Les statuts doivent être signés par tous les actionnaires ou par des mandataires agissants au vu de pouvoirs spéciaux.

#### Société anonyme avec offre au public de titres financiers
Un capital minimum de 37 000 euros est obligatoire. Le nombre minimum d'associés actionnaires est de 7.
Les apports en industrie sont interdits ; étant difficile à évaluer, ils ont été écartés. L'enregistrement de la société se fait de la même manière que les SA sans offre au public de titres financiers. Mais des règles préalables doivent être respectées :
- le projet de statut doit être déposé au greffe du tribunal de commerce compétent en fonction du siège de la future société ;
- la présentation du projet doit être publiée au BALO (Bulletin officiel des annonces légales) ;
- il est prévu l'envoi à l'Autorité des Marchés Financiers (AMF) d'une note d'information décrivant le projet de création, qui sera diffusée au public ;
- et enfin l'organisation d'une assemblée générale consultative.

## La gestion des sociétés anonymes
Depuis la loi du 24 juillet 1966, il y a le choix entre 2 structures : la structure classique, moniste (un président, un directeur général ou un PDG qui exerce les deux fonctions, un conseil d'administration, les assemblées générales) et la structure dualiste, à l'allemande (un directoire, un conseil de surveillance, et les assemblées générales).

### Le système classique des sociétés anonymes

#### Le conseil d'administration
La SA est administrée par un organe collégial appelé conseil d’administration, représenté par son président. Le conseil d’administration est constitué au minimum de trois et au maximum de dix huit administrateurs choisis parmi les actionnaires ou non (loi du 4 août 2008), cependant les statuts peuvent imposer la détention d'actions. Lors d'une fusion, ce nombre peut être rapporté à vingt-quatre.

#### Les administrateurs
Le conseil d'administration se compose de 3 à 18 membres (art. L225-17 du code de commerce). En cas de fusions de sociétés anonymes, le code de commerce (art. L225-95) tolère que le conseil d'administration comprenne maximum 24 membres pendant une période transitoire de 3 ans.
À la création de la société, les premiers administrateurs sont nommés dans les statuts. Au cours de la vie sociale, ils le sont par l’assemblée générale ordinaire.
Les personnes physiques ou représentants de personnes morales qui acceptent d’être administrateurs sont nommées par les actionnaires suivant des modalités précises et en respectant certaines formalités de publicité.
La durée des fonctions d’administrateur est fixée dans les statuts. Cependant, elle ne peut pas être supérieure à trois ans pour les administrateurs nommés dans les statuts au moment de la constitution. Elle est de six ans dans tous les autres cas. Cependant, les administrateurs sont rééligibles.
En principe, une personne physique ne peut pas être administrateur dans plus de cinq conseils d’administration (ou conseil de surveillance).
Sauf mention contraire dans les statuts, les administrateurs de plus de 70 ans ne peuvent représenter plus du tiers des administrateurs en fonction.
Les administrateurs perçoivent à titre de rémunération :
- soit des jetons de présence (déterminé par l'assemblée générale, et distribuée par le CA) ;
- soit des rémunérations exceptionnelles (qui font l'objet d'une convention règlementée) ;
- soit à l'issue d'un contrat de travail (convention réglementée).

#### Le fonctionnement du conseil d'administration
Le conseil d'administration peut être convoqué soit par le directeur général, soit par le tiers des actionnaires pour autant qu'il n'y ait pas eu d'assemblée depuis 2 mois. (Il y a une assemblée minimum dans l'année).
Un registre de présence doit rendre compte de la participation, sans qu'il ne soit coté ni paraphé. Participent aux réunions du conseil :
- les administrateurs élus ;
- les administrateurs salariés ;
- les actionnaires administrateurs (quand la détention collective d'actions des salariés dépasse 3 % du capital social, ceux-ci désignent des administrateurs au CA) ;
- les représentants des comités d'entreprise ;
- enfin le CAC si l'ordre du jour porte sur l'arrêté des comptes.

Le conseil ne délibère valablement que si la moitié des administrateurs sont présents. Sauf clause contraire des statuts, les décisions se prennent à la majorité des membres présents. Il détermine les orientations de la société et veille à leur bonne mise en œuvre.

#### Les missions du conseil d'administration
Il a en priorité un pouvoir de contrôle qui se caractérise par deux pouvoirs :
- Le pouvoir général : il règle par voie de délibération toutes les affaires concernant la société ;
- Le pouvoir spécifique : dans certains domaines, il a un pouvoir de contrôle et est donc compétent pour vérifier la régularité d'une convention conclue entre la société et un administrateur, dans laquelle ce dernier est à la fois vendeur et acquéreur (l'administrateur vend - ou achète - un bien à la société à laquelle il appartient). Il risque de privilégier son intérêt propre avant l'intérêt de la société (en droit anglo-saxon, ces conventions sont appelées interested transactions ou related-party transactions).

La réglementation ajustée en fonction des risques encourus par la société. Différents types de conventions : les conventions libres, les conventions réglementées et les conventions interdites.
Convention interdite : c'est celle qui présente le plus grand danger pour la société ; par exemple les conventions financières. Un administrateur ne peut pas obtenir de la société un emprunt, un cautionnement, un aval, un compte courant débiteur (sinon, l'acte sera sanctionné par sa nullité). De même pour les DG, DGD, PCA et représentant permanent des personnes morales administrateurs, et les ascendants, descendants et conjoints des personnes visées précédemment.
Convention libre : elle n'est pas soumise à l'autorisation du conseil d'administration. C'est la convention passée entre dirigeants et associés, qui est autorisée dès lors qu'elle porte sur des opérations courantes conclues dans des conditions normales. Opérations courantes = opérations habituelles. Conditions normales = conventions conclues dans les mêmes conditions qui sont habituellement pratiquées par la société. Lorsqu'il y a un litige, il appartient au tribunal d'apprécier si la convention a bien été conclue dans les conditions normales et sur une opération courante.
Convention réglementée : c'est celle qui est passée entre un administrateur et la société, et qui n'entre pas dans le champ des conventions libres et des conventions interdites. Pour être valable, la convention réglementée doit être autorisée par le conseil d'administration et, ensuite, approuvée par l'assemblée des actionnaires. Si la convention n'a pas été autorisée de la sorte, elle sera sanctionnée par sa nullité relative (la nullité ne sera prononcée que si l'acte est dommageable à la société).

#### Le président du conseil d'administration
C'est le conseil d'administration qui désigne un des siens. Ce doit être nécessairement une personne physique qui n'a pas atteint l'âge de 65 ans (sauf disposition contraire des statuts).
Il est désigné pour le temps de son mandat et peut être réélu. Comme les administrateurs, il peut démissionner et est révocable ad nutum (sans qu'il y ait besoin de juste motif) à condition que cela ne se réalise pas dans le cadre d'un abus de droit ou dans des circonstances brutales, injurieuses et vexatoires.
Le président du conseil d'administration (PCA) n'a pas le statut de commerçant. Il n'est pas non plus un salarié mais il aura sur le plan social et fiscal les mêmes avantages que les salariés. Dans le cadre de ses fonctions, il perçoit une rémunération composée d'un fixe et/ou d'un intéressement, des avantages en nature, des jetons de présence.
Aucune loi n'interdit le cumul des fonctions de PCA avec un contrat de travail si celui-ci est antérieur à son mandat de PCA. Certes des conditions restrictives sont nécessaires : notamment un travail effectif et un lien de subordination (difficile pour une société dont le PCA détient 80 % des actions).
Le président du conseil d'administration peut être une personne différente du directeur général.

#### Les directeurs généraux
La direction générale de la société est assumée soit par le président du conseil d’administration, soit par une autre personne physique nommée par le conseil d’administration.
Le directeur général est une personne physique choisie ou non parmi les membres du conseil d'administration chargé d'assister le PCA. Il n'est pas nécessaire qu'il soit actionnaire. Il a vocation à représenter la société à l'égard des tiers. Sa limite de cumul de mandat est de 1 (il peut cependant cumuler un 2e mandat dans une des sociétés filiales de la SA où il est directeur général ; il peut également cumuler un deuxième mandat dans une autre SA si les deux sociétés où il est directeur général ne sont pas cotées. Les deux règles sont cumulables). La durée de son mandat ne peut excéder six ans.
Il est nommé sur proposition du PCA par le Conseil d'administration. Le directeur général peut être assisté par des directeurs généraux délégués (DGD), qui sont nommés par le CA. Le nombre maximum de DGD est fixé dans les statuts mais ne peut excéder 5 et il n'est touché par une règle de cumul de mandat. Ses pouvoirs sont fixés par le Conseil d'administration en accord avec le PCA.

### La nouvelle structure
La direction générale est la mission confiée à celui qui est investi en tant que directeur général, souvent appelé alors président directeur général (PDG). C'est la forme traditionnelle de présidence du conseil d'administration des sociétés anonymes.
Une variante existe depuis 1966 en France (et avant déjà en Allemagne, mais depuis dans d'autres pays) pour diriger le conseil d'administration des plus grosses entreprises (notamment les sociétés cotées en bourse), le directoire, composé d'au plus 5 membres (jusqu'à 7 pour les sociétés cotées) qui prennent les décisions de gouvernance de façon collégiale, avec à leur tête le directeur général pour représenter le directoire et diriger les missions exécutives. Le directoire est accompagné par un conseil de surveillance (élu par les actionnaires), qui nomme les membres du directoire et son président, et qui exerce les missions permanentes de contrôle de la gestion par le directoire, les deux organes formant conjointement le conseil d'administration de la société. De telles sociétés sont alors appelées « société anonyme à directoire et conseil de surveillance ».

#### Le conseil de surveillance
Il a avant tout un rôle de contrôle du directoire et veille à la bonne gestion de la société. Il doit se réunir au moins tous les trois mois. Il fait aussi des observations sur les agissements du directoire. C'est le conseil de surveillance qui nomme et révoque les membres du directoire et son président. Organe collégial élu par l’assemblée générale pour une durée de 3 ou 6 ans, il y a au minimum 3 membres et au maximum 18. Ils élisent eux-mêmes leur président. Il faut être une personne physique, être majeur, ne pas être incompatible, il ne faut plus être impérativement actionnaire (loi du 4 août 2008). On est élu par l’AG (Assemblée générale) et donc révocable par l’AG. On peut mettre un terme à son mandat, par démission, révocation, mort…
2. Les pouvoirs.
Le pouvoir du conseil de surveillance : le contrôle permanent de la gestion de la société faite par le directoire. Il l’exerce grâce aux rapports remis tous les trimestres. Le conseil de surveillance peut demander à tout moment au directoire, de répondre ou de l’éclairer sur tel ou tel point de la gestion. Le conseil de surveillance nomme les membres du directoire, fixe leur rémunération et désigne leur président. C’est l’AG qui fixe la rémunération du conseil de surveillance.
La responsabilité du conseil de surveillance. Les membres du conseil de surveillance ne sont pas responsables envers la société ou les tiers des fautes de gestion. Néanmoins, les membres du conseil de surveillance sont responsables de leurs fautes personnelles dans l’exercice de leur mandat.
Le conseil de surveillance est en fait un moyen de pression très fort sur le directoire car il le choisit mais peut aussi le révoquer.
3. Le fonctionnement.
Pas de formalisme. Il se réunit régulièrement et quand il doit prendre les décisions, par vote à l’unanimité des membres présents.

## Formes particulières de société anonyme
- la SAOS : société anonyme à objet sportif ;
- la SA SCOP : société coopérative de production de type SA (une SCOP peut aussi être de type SARL) ;
- la SASP : société anonyme sportive professionnelle ;
- la SELAFA (ou SELSA) : société d'exercice libéral à forme anonyme ;
- la société d'économie mixte locale ;
- la société publique locale ;
- la société anonyme d'intérêt général : la Compagnie nationale du Rhône est la seule entreprise à relever de ce statut[5].